# 諾韋 (恰普林卡區)
46°21′52″N 33°36′38″E / 46.36444°N 33.61056°E
諾韋（烏克蘭語：Нове）是位於烏克蘭南部的村莊，由赫爾松州卡霍夫卡區的恰普林卡市鎮負責管轄。該村始建於1932年，面積10平方公里，海拔高度24米，2001年人口315，人口密度每平方公里31.5人。